# Frida Hansdotter
Frida Hansdotter, née le 13 décembre 1985 à Västerås (Suède), est une skieuse alpine suédoise s'illustrant dans les disciplines techniques que sont le slalom et le géant, sacrée championne olympique de slalom à 32 ans le 16 février 2018 aux Jeux de Pyeongchang. Elle avait précédemment remporté en 2016 un petit globe de slalom. Au cours de sa carrière, elle est montée sur trente-cinq podiums, pour quatre victoires, lors d'épreuves de slalom de Coupe du monde et sur trois podiums, toujours en slalom, lors des Championnats du monde. Elle met un terme à sa carrière sportive, à la fin de la saison 2018-2019. Lors des Jeux de Pékin, le 17 février 2022, elle devient membre du Comité international olympique, en étant est élue par ses pairs à la commission des athlètes de l'institution internationale, aux côtés de Martin Fourcade, pour un mandat de huit ans. 

## Biographie

### 2001: débuts
Frida Hansdotter prend part à sa première épreuve officielle le 20 janvier 2001 à Nybroberget. Ce n'est que lors de la saison 2003 qu'elle participe à sa première épreuve de Coupe d'Europe (antichambre de la Coupe du monde) le 25 novembre 2002 lors d'un slalom à Åre. Cette même année, elle effectue le slalom et le géant des championnats du monde junior 2003 en France où elle abandonne dans les deux épreuves. Elle retente l'expérience en 2004 à Maribor : cette fois-ci, sa meilleure performance est une 32e place en géant.

### 2005-2007: premiers pas en Coupe du monde
Le 23 octobre 2004, elle dispute sa première épreuve de Coupe du monde lors du géant de Sölden où elle ne parvient pas à se qualifier en seconde manche. Elle remporte ensuite son premier succès en Coupe d'Europe lors d'un slalom à Leukerbad le 9 janvier 2005. Elle participe également à ses troisièmes championnats du monde junior en 2005 de Bardonnèche avec comme meilleure performance une 13e place en géant.
Elle ne commence la saison 2006 qu'en janvier et ne participe durant cette saison qu'à quatre épreuves de Coupe du monde (quatre slaloms auxquels elle est éliminée en première manche), focalisant ses efforts sur la Coupe d'Europe. En 2007, elle intègre à part entière l'équipe de Suède en Coupe du monde, inscrit ses premiers points en terminant 13e place du slalom de Levi le 11 novembre 2006, performance qu'elle réédite au cours de la saison à Val d'Isère (18e) et Kranjska Gora (19e). Son pays organise les Championnats du monde 2007 à Åre où elle prend part uniquement à l'épreuve du super G qu'elle termine à la 30e position.

### 2008-2009: intégration à l'équipe de Suède, premier podium en Coupe du monde
Lors de la saison 2008, elle s'aligne en Coupe du monde dans les épreuves de slalom et de géant et améliore la meilleure performance de sa carrière grâce à une septième place aux slaloms d'Aspen puis de Spindleruv Mlyn. Ses six entrées dans les points en neuf slaloms de Coupe du monde lui permettent de se classer 19e au classement du slalom et quatrième Suédoise derrière Therese Borssen (6e), Maria Pietilä-Holmner (12e) et Anja Pärson (15e). Enfin, elle marque ses premiers points en géant à Panorama avec une 23e place le 24 novembre 2007.
Lors de la saison 2009, elle participe à ses premiers super G et super-combinés en Coupe du monde : elle s'aligne donc sur quatre disciplines parmi les cinq que compte le ski alpin cette saison. Elle réalise quelques top 20 avant d'atteindre la sixième place lors des slalom de Zagreb et de Maribor en janvier 2009. Elle représente ensuite la Suède aux championnats du monde 2009 à Val d'Isère dans quatre épreuves, abandonne dans trois d'entre elles (super G, super-combiné et géant) et termine 15e du slalom. Le mois suivant, le 7 mars 2009, elle monte pour la première fois de sa carrière sur un podium en Coupe du monde en se classant deuxième du slalom d'Ofterschwang derrière la Française Sandrine Aubert et devant l'Autrichienne Nicole Hosp.

### 2010-2012: dans le creux de la vague
Les hivers 2010 et 2011 sont moins fructueux pour Hansdotter qui éprouve des difficultés à confirmer ses bons résultats des saisons précédentes. Elle ne décroche qu'un top dix en deux saisons et termine deux fois au-delà de la 40e place au classement général de la coupe du monde.
La saison 2012 s'annonce sous le même jour et est en demi-teinte jusqu'au slalom de Soldeu : en terminant deuxième, Frida Hansdotter retrouve le chemin du podium. Malgré une fin de saison moyenne, elle termine neuvième du classement de la spécialité et 25e au général, le meilleur classement de sa carrière.

### 2013: éternelle seconde
La saison 2013 marque un renouveau pour Hansdotter, qui décroche trois secondes places en trois semaines lors des slaloms d'Åre, Zagreb et Flachau, à chaque fois en nocturne et derrière la jeune prodige américaine Mikaela Shiffrin. En janvier, elle termine une nouvelle fois deuxième lors du slalom de Maribor, pour la quatrième fois de la saison, ratant une fois de plus sa première victoire en Coupe du monde. En février, elle monte sur son premier podium en grand championnat en terminant troisième des Championnats du monde de Schladming en slalom.

### 2014: enfin la victoire
La saison 2014 débute comme la précédente : deux secondes places aux slaloms de Courchevel et Flachau. Mais lors du slalom de Kranjska Gora, le dernier avant les Jeux olympiques, elle signe la victoire, la première de sa carrière en Coupe du monde. Aux Jeux olympiques, elle échoue à remporter une médaille puisqu'elle est treizième en slalom géant puis cinquième en slalom.

### 2015: duel avec Shiffrin
Durant la saison 2015, elle gagne pour la deuxième fois en slalom, à Flachau et monte sur d'autres podiums ce qui la place en tête du classement de la Coupe du monde de slalom juste avant les Championnats du monde. Lors des Mondiaux de Beaver Creek, elle est battue en slalom par l'Américaine Mikaela Shiffrin et récolte donc la médaille d'argent.

### 2019: fin de carrière
Le 6 mars 2019, Frida Hansdotter annonce qu'elle prendra sa retraite à l'issue de la saison 2018-2019, à l'âge de 33 ans.

### 2022: élue à la commission des athlètes du CIO
Lors des Jeux olympiques de Pékin 2022, Frida Hansdotter se porte candidate à la commission des athlètes du Comité international olympique. le 17 février, elle devient membre du CIO en étant élue  dans cette commission par ses pairs en deuxième position, derrière Martin Fourcade, pour un mandat de huit ans,.

## Palmarès

### Jeux olympiques d'hiver
| Épreuve / Édition | Vancouver 2010 | Sotchi 2014 | Pyeongchang 2018 |
| Slalom            | 15e            | 5e          | Or               |
| Slalom géant      | -              | 13e         | 6e               |

### Championnats du monde
| Épreuve / Édition | Åre 2007 | Val d'Isère 2009 | Garmisch 2011 | Schladmig 2013 | Vail/Beaver Creek 2015 | Saint Moritz 2017 | Åre 2019 |
| Super G           | 30e      | Abandon          | -             | -              | -                      | -                 | -        |
| Slalom géant      | -        | Abandon          | -             | 5e             | 12e                    | 16e               | 11e      |
| Slalom            | -        | 15e              | 8e            | Bronze         | Argent                 | Bronze            | 5e       |
| Super combiné     | -        | Abandon          | -             | -              | -                      | -                 | -        |
| Par équipes       | -        | -                | -             | -              | -                      | Bronze            | 5e       |

### Coupe du monde
- Meilleur classement général : 5e en 2016.
- 1 petit globe de cristal :
  - Vainqueur du classement du slalom en 2016
- 35 podiums dont 4 victoires en slalom.

palmarès au 22 décembre 2018

#### Détail des victoires
| Saison / Épreuve | Slalom        | Total |
| 2014             | Kranjska Gora | 1     |
| 2015             | Flachau       | 1     |
| 2016             | Lienz         | 1     |
| 2017             | Flachau       | 1     |
| Total            | 4             | 4     |

(État au 10 janvier 2017)

#### Différents classements en Coupe du monde
| Saison / Épreuve | Saison / Épreuve | Général | Général | Descente | Descente | Super G | Super G | Slalom géant | Slalom géant | Slalom | Slalom | Combiné | Combiné |
| ---------------- | ---------------- | ------- | ------- | -------- | -------- | ------- | ------- | ------------ | ------------ | ------ | ------ | ------- | ------- |
| Saison / Épreuve | Saison / Épreuve | Class.  | Points  | Class.   | Points   | Class.  | Points  | Class.       | Points       | Class. | Points | Class.  | Points  |
| 2007             | 2007             | 89e     | 45      | -        | -        | -       | -       | -            | -            | 30e    | 45     | -       | -       |
| 2008             | 2008             | 53e     | 109     | -        | -        | -       | -       | 45e          | 8            | 19e    | 101    | -       | -       |
| 2009             | 2009             | 28e     | 282     | -        | -        | -       | -       | 44e          | 13           | 9e     | 248    | 27e     | 21      |
| 2010             | 2010             | 62e     | 89      | -        | -        | -       | -       | -            | -            | 18e    | 89     | -       | -       |
| 2011             | 2011             | 46e     | 142     | -        | -        | -       | -       | -            | -            | 14e    | 142    | -       | -       |
| 2012             | 2012             | 25e     | 297     | -        | -        | -       | -       | 45e          | 11           | 9e     | 286    | -       | -       |
| 2013             | 2013             | 10e     | 615     | -        | -        | -       | -       | 12e          | 180          | 4e     | 435    | -       | -       |
| 2014             | 2014             | 10e     | 534     | -        | -        | -       | -       | 26e          | 46           | 2e     | 488    | -       | -       |
| 2015             | 2015             | 6e      | 679     | -        | -        | -       | -       | 14e          | 110          | 2e     | 569    | -       | -       |
| 2016             | 2016             | 5e      | 915     | -        | -        | -       | -       | 8e           | 204          | 1re    | 711    | -       | -       |
| 2017             | 2017             | 13e     | 468     | -        | -        | -       | -       | 32e          | 36           | 4e     | 432    | -       | -       |
| 2018             | 2018             | 9e      | 817     | -        | -        | -       | -       | 17e          | 136          | 3e     | 681    | -       | -       |
| 2019             | 2019             | 8e      | 654     | -        | -        | -       | -       | 11e          | 175          | 5e     | 479    | -       | -       |

### Coupe d'Europe
- 3 victoires en slalom.

### Championnats de Suède
- Championne de slalom en 2007, 2013 et 2018.
- Championne de slalom géant en 2017.